# Il lavoro editoriale
Il lavoro editoriale è una casa editrice italiana, nata ad Ancona nel 1979. Pubblica riviste e libri dedicati alla cultura, all’arte, alla storia e alla letteratura delle Marche, oltre che le collezioni Ancona University Press e Ars Books. 

## Storia

### Le origini (1979-1998)
La casa editrice viene fondata nel 1979 per iniziativa di Massimo Canalini, Ennio Montanari e Giorgio Mangani con l'intento di valorizzare la cultura e gli autori marchigiani, marginalizzati dall'industria editoriale e culturale. 
Fin dall'inizio unisce all'attenzione per opere di interesse regionale una particolare considerazione per i nuovi autori italiani: la prima edizione di Giovani blues, primo dei tre volumi del progetto "Under 25" curato da Pier Vittorio Tondelli, uscì per Il lavoro editoriale. Lo stesso Tondelli fu sostenitore delle prime attività della casa editrice. La casa editrice si afferma come punto di riferimento della cultura giovanile che si era sviluppata negli anni Settanta, sviluppando il filone della letteratura generazionale.
Nel 1984 Il lavoro editoriale pubblica L'inseguitore Peter H. di Claudio Lolli.
Oltre alla narrativa ha un occhio di riguardo anche per la poesia e pubblica due lavori di Gianni D'Elia: la sua terza raccolta poetica Febbraio (1985) e la prosa 1977 (1986). Infernuccio itagliano (1988) e Gli anni giovani (1995) saranno editi da Transeuropa.
Entra poi a far parte del gruppo editoriale "Logica" insieme ad altre case editrici, che rimangono indipendenti ma si servono dello stesso distributore (Promozione Distribuzione Editoriale).

#### Transeuropa Edizioni
Transeuropa nasce dapprima come collana della casa editrice e poi si sviluppa come sigla da affiancare a Il lavoro editoriale, occupandosi di giovane narrativa italiana. Nel 1987 diventa indipendente.

#### peQuod Edizioni
Analoga sorte accade per la casa editrice peQuod, nata come collana de Il lavoro editoriale e resasi autonoma nel 1996.

### Gli anni Duemila (1999-presente)
Nel 1999 il marchio viene acquisito dalla Progetti Editoriali srl di Ancona e Giorgio Mangani ne diventa direttore editoriale fino al 2001.